# やまじえびね
やまじ えびね（1965年5月3日 - ）は、日本の漫画家。東京都在住。日本大学藝術学部文芸学科卒業。女性同士の恋愛ものの作品もある。代表作は『レッド・シンブル』、『女の子がいる場所は』。

## 略歴
- 19歳の時に[4]『三角形のデザート』が第18回LMHSで佳作を受賞し、[要出典]『LaLa』（白泉社）1984年11月号に掲載されデビューを果たす[1]。
- 『古都姫様危ふし』が第19回LMHSで準入選になり、[要出典]『LaLa』1985年2月大増刊号に掲載。
- 『夜の胸さわぎ』が第9回アテナ新人大賞新人賞を受賞し[1]、『LaLa』1985年4月号に掲載。
- 2023年、『女の子がいる場所は』が第27回手塚治虫文化賞短編賞を受賞する[3]。

## 作風
コミックナタリーによると、「乙女ちっくな少女マンガとは一線を画すアヴァンギャルドでクールな作風」で描く。

## 人物
アナログとデジタルの両方で作画を行う。下がきにペン入れをし、消しゴムをかけてスキャン後、デジタルで作業している。ペンは主にGペンを使っているが、やまじによると「筆圧がかからないというか、線の入り抜きなどもせず均一に描いている」ためか、ペン先が減らずに何年も同じペンを使用している。

## 作品リスト

### 書籍
集英社〈ヤングユーコミックス〉
- お天気といっしょ（1996年 - 2002年、全3巻）
  1. 1996年6月発売、ISBN 4-08-864245-7
  2. 2000年1月発売、ISBN 4-08-864477-8
  3. 2002年2月19日発売、ISBN 4-08-864570-7
- MAHOKO（1998年10月発売、ISBN 4-08-864396-8）

祥伝社〈FEELコミックス〉
- LOVE MY LIFE（2001年9月8日発売[6]、ISBN 4-396-76255-0）
- インディゴ・ブルー（2002年12月7日発売[7]、ISBN 4-396-76293-3）
- スウィート・ラヴィン・ベイビー（2003年5月8日発売[8]、ISBN 4-396-76300-X）
- 夜を超える（2003年10月14日発売[9]、ISBN 4-396-76312-3） - 松浦理英子の小説『乾く夏』を改題したコミカライズ。単行本には「蝶のいる部屋」「封印」「空白の皿」「永遠のラミエル」「花嫁が望むもの」「WATER」「いちご」「キュールとカルト」併録。
- フリー・ソウル（2004年8月7日発売[10]、ISBN 4-396-76338-7）
- 愛の時間（2008年8月8日発売[11]、ISBN 978-4-396-76437-1）
- 鳥のように飛べるまで（『FEEL YOUNG』2009年7月号[12] - 連載、2010年11月8日発売[13]、ISBN 978-4-396-76509-5） - 連載前の仮タイトルは「ふたりで遠くまで」[14]。

扶桑社
- 青痣（原作：姫野カオルコ、2009年5月16日発売、ISBN 978-4594059392） - 作画担当。

KADOKAWA〈ビームコミックス〉
- ナイト・ワーカー（2015年4月25日発売[15][16]、ISBN 978-4-04-730510-6） - 表題作は『FEEL YOUNG』2010年12月号に掲載[17]、併録作品「微熱のような」は『FEEL YOUNG』2014年2月号[18] - 4月号まで集中連載された。
- アイム・ノット・ヒア やまじえびね作品集（2015年10月24日発売[19]、ISBN 978-4-04-730732-2）
- レッド・シンブル（『月刊コミックビーム』2015年4月号[20] - 2017年6月号[21]連載、2015年 - 2017年刊、全3巻）
  1. 2015年10月24日発売[22]、ISBN 978-4-04-730731-5 - 『アイム・ノット・ヒア やまじえびね作品集』と同時発売[23]。
  2. 2016年7月25日発売[24]、ISBN 978-4-04-734161-6
  3. 2017年5月25日発売[25][26]、ISBN 978-4-04-734489-1
- かわいそうなミーナ（『月刊コミックビーム』2019年3月号[27] - 2019年6月号[28]、2022年6月10日発売[29]、ISBN 978-4-04-737095-1） - 集中連載[27]。単行本には併録「みずうみ」（『月刊コミックビーム』2018年2月号[30] - 2018年5月号[31]）。
- 女の子がいる場所は（『月刊コミックビーム』2022年1月号[32] - 2022年6月号[33]、2022年6月10日発売[29]、ISBN 978-4-04-737096-8） - 短期集中連載、短篇連作[32]。

### 単行本未収録
白泉社
- 三角形のデザート（『LaLa』1984年11月号）
- 古都姫様危ふし（『LaLa』1985年2月大増刊号）
- 夜の胸さわぎ（『LaLa』1985年4月号）
- パジャマ男（『LaLa』1985年6月号）
- 日常の不思議（『Wendy』1985年SUMMER号・1985年AUTUMN号）
- きのうのナルシス（『LaLa』1985年12月号）
- 質問（『LaLa』1986年4月号）
- 日が暮れたら帰ろ（『LaLa』1986年7月号）
- 最後の恋人（『LaLa』1986年9月号）
- 迷宮奇譚（『LaLaDX』1986年2号）
- パはパラノイアのパ（『LaLa』1987年4月号）
- キュールとカルト（『ShortStories』1987年SUMMER号）
- やさしくて哀しい（『LaLa』1987年10月号）
- ネオ・トランシズム（『LaLaフレッシュ増刊』1988年2月10日号）
- WATER（『ShortStories』1988年SPRING号）
- 地上の天使（『LaLa』1988年8月号）
- 蝶のいる部屋（『ShortStories』1988年SUMMER号）

集英社
- おやつの時間 番外編（『コーラス』2009年7月号[34]）
- そこは僕の故郷に似ている ショパン、サンドとの日々（『コーラス』2010年9月号[35]）
- 乙女とわたし（『コーラス』2011年4月号別冊付録「乙女こーらす」[36]） - イラストコラム。

### イラスト
- 恋の相談引き受けます（著：唯川恵、コバルト文庫、1992年発売、ISBN 4-08-611609-X）

### アンソロジー
- 女神たちと（原作：河井克夫、2015年7月25日発売[37][38]、ISBN 978-4-04-730535-9） - 連載時シリーズ名は「河井克夫と六人の女たち」[39]。
  - 「サンクチュアリ」（『月刊コミックビーム』2014年12月号掲載[40]）収録。

### その他
- 映画『リトル・ガール』イラストとコメント寄稿（2021年10月[41]）